# Jorge Villavicencio
Jorge Alejandro Villavicencio Álvarez (Guatemala, 1958 – Città del Guatemala, 20 luglio 2020) è stato un politico e chirurgo guatemalteco.

## Biografia
Fu ministro della sanità pubblica e dell'assistenza sociale dal 2 maggio 2012 al 24 settembre 2014 durante la presidenza di Otto Pérez Molina. 
Nel 2019 venne arrestato e inviato in un carcere militare in seguito ad accuse di corruzione. 
Villavicencio è morto per complicazioni da COVID-19 il 20 luglio 2020, a 62 anni.